# Thomas Chatelle
Thomas Chatelle (ur. 31 marca 1981 w Jette) – belgijski piłkarz występujący na pozycji pomocnika lub napastnika.

## Kariera klubowa
Chatelle jako junior występował w klubach FC Saint-Michel, Racing Jet Wavre oraz KRC Mechelen. W 1998 roku trafił do KAA Gent. W sezonie 1998/1999 zadebiutował w Eerste klasse. Na początku 2000 roku został wypożyczony do KRC Mechelen, gdzie grał do końca sezonu 1999/2000.
W 2000 roku Chatelle podpisał kontrakt z zespołem KRC Genk, także z Eerste klasse. Pierwszy ligowy mecz zaliczył tam 12 sierpnia 2000 roku przeciwko KRC Mechelen (0:0). W 2002 roku zdobył z klubem mistrzostwo Belgii, a w 2007 roku wywalczył z nim wicemistrzostwo tego kraju. W Genku spędził 7,5 roku.
W styczniu 2008 roku odszedł do Anderlechtu, również występującego w Eerste klasse. Zadebiutował tam 19 stycznia 2008 roku w wygranym 1:0 ligowym pojedynku z KRC Mechelen. W tym samym roku wywalczył z klubem wicemistrzostwo Belgii, a także Puchar Belgii. W 2009 roku ponownie wywalczył z Anderlechtem wicemistrzostwo Belgii. W 2010 roku z kolei został mistrzem kraju.
Latem 2010 roku został wypożyczony do holenderskiego NEC Nijmegen. W Eredivisie zadebiutował 15 sierpnia 2010 roku w wygranym 5:3 spotkaniu z Willem II Tilburg. W 2011 roku odszedł do Sint-Truidense VV. Spędził tam rok, a w 2012 przeniósł się do RAEC Mons. W 2014 roku zakończył karierę.
| Sezon   | Klub              | Kraj     | Rozgrywki     | Mecze | Bramki |
| ------- | ----------------- | -------- | ------------- | ----- | ------ |
| 1998/99 | KAA Gent          | Belgia   | Eerste Klasse | 18    | 1      |
| 1999/00 | KAA Gent          | Belgia   | Eerste Klasse | 11    | 0      |
| 1999/00 | KRC Mechelen      | Belgia   | Eerste Klasse | 11    | 2      |
| 2000/01 | KRC Genk          | Belgia   | Eerste Klasse | 18    | 0      |
| 2001/02 | KRC Genk          | Belgia   | Eerste Klasse | 31    | 2      |
| 2002/03 | KRC Genk          | Belgia   | Eerste Klasse | 12    | 2      |
| 2003/04 | KRC Genk          | Belgia   | Eerste Klasse | 28    | 3      |
| 2004/05 | KRC Genk          | Belgia   | Eerste Klasse | 11    | 0      |
| 2005/06 | KRC Genk          | Belgia   | Eerste Klasse | 18    | 1      |
| 2006/07 | KRC Genk          | Belgia   | Eerste Klasse | 26    | 6      |
| 2007/08 | KRC Genk          | Belgia   | Eerste Klasse | 4     | 0      |
| 2007/08 | RSC Anderlecht    | Belgia   | Eerste Klasse | 8     | 1      |
| 2008/09 | RSC Anderlecht    | Belgia   | Eerste Klasse | 26    | 4      |
| 2009/10 | RSC Anderlecht    | Belgia   | Eerste Klasse | 23    | 1      |
| 2010/11 | RSC Anderlecht    | Belgia   | Eerste Klasse | 1     | 0      |
| 2010/11 | NEC Nijmegen      | Holandia | Eredivisie    | 27    | 0      |
| 2011/12 | Sint-Truidense VV | Belgia   | Eerste Klasse | 9     | 0      |
| 2012/13 | RAEC Mons         | Belgia   | Eerste Klasse | 14    | 1      |
| 2013/14 | RAEC Mons         | Belgia   | Eerste Klasse | 25    | 1      |

## Kariera reprezentacyjna
W reprezentacji Belgii Chatelle zadebiutował 18 lutego 2004 roku w przegranym 0:2 towarzyskim meczu z Francją. W latach 2004–2007 w drużynie narodowej rozegrał 3 spotkania.